# Guillermo Alberto González Mosquera
Guillermo Alberto González Mosquera (* 12. Februar 1941 in Popayán, Kolumbien; † 5. August 2021 ebenda) war ein kolumbianischer Politiker. Er war von 2008 bis 2011 Gouverneur des Departaments Cauca. 1997 war er Verteidigungsminister seines Landes im Kabinett von Ernesto Samper.